# Tuomarinsaari (ö i Mellersta Finland)
Tuomarinsaari är en ö i Finland. Den ligger i sjön Kynsivesi och Leivonvesi och i kommunerna Laukas och Hankasalmi och landskapet Mellersta Finland, i den centrala delen av landet, 260 km norr om huvudstaden Helsingfors. Öns area är 63,9 hektar och dess största längd är 1,8 kilometer i nord-sydlig riktning.